# Crossorhombus azureus
Crossorhombus azureus är en fiskart som först beskrevs av Alcock, 1889.  Crossorhombus azureus ingår i släktet Crossorhombus och familjen tungevarsfiskar. Inga underarter finns listade i Catalogue of Life.
I ryggfenan finns 84 till 92 mjukstrålar och inga taggstrålar. Även analfenan saknar taggstrålar och den har 63 till 74 mjukstrålar. Kännetecknande för hannar är en fläckig blåsvart färg på den sida som saknar ögon. Honor är på samma sida vitaktiga. Ovansidan är hos båda kön gråbrun med mörka fläckar. Bröstfenan har på ovansidan 11 till 14 taggstrålar och på undersidan 9 till 12 taggstrålar.
Arten förekommer i östra Indiska oceanen och västra Stilla havet från Indien och Japan till norra och östra Australien. Den vistas i regioner som ligger 10 till 85 meter under havsytan. Exemplaren lever liksom andra tungevarsfiskar på havets botten. Crossorhombus azureus blir upp till 18 cm lång.
För beståndet är inga hot kända. Hela populationen anses vara stor. IUCN listar arten som livskraftig (LC).